# Badminton-Asienmeisterschaft 2005
Die Badminton-Asienmeisterschaft 2005 fand in Hyderabad, Indien, vom 6. bis 11. September 2005 statt. Das Preisgeld betrug 125.000 USD.

## Austragungsort
- Gachibowli Indoor Stadium

## Medaillengewinner
| Disziplin    | Gold                                    | Silber                    | Bronze                             |
| ------------ | --------------------------------------- | ------------------------- | ---------------------------------- |
| Herreneinzel | Sony Dwi Kuncoro                        | Kuan Beng Hong            | Ng Wei                             |
| Herreneinzel | Sony Dwi Kuncoro                        | Kuan Beng Hong            | Lee Hyun-il                        |
| Dameneinzel  | Wang Chen                               | Kaori Mori                | Cheng Shao-chieh                   |
| Dameneinzel  | Wang Chen                               | Kaori Mori                | Eriko Hirose                       |
| Herrendoppel | Markis Kido Hendra Setiawan             | Lee Jae-jin Jung Jae-sung | Tan Bin Shen Ong Soon Hock         |
| Herrendoppel | Markis Kido Hendra Setiawan             | Lee Jae-jin Jung Jae-sung | Hendra Gunawan Joko Riyadi         |
| Damendoppel  | Lee Hyo-jung Lee Kyung-won              | Kumiko Ogura Reiko Shiota | Lita Nurlita Natalia Poluakan      |
| Damendoppel  | Lee Hyo-jung Lee Kyung-won              | Kumiko Ogura Reiko Shiota | Jo Novita Greysia Polii            |
| Mixed        | Sudket Prapakamol Saralee Thungthongkam | Lee Jae-jin Lee Hyo-jung  | Albertus Susanto Njoto Li Wing Mui |
| Mixed        | Sudket Prapakamol Saralee Thungthongkam | Lee Jae-jin Lee Hyo-jung  | Muhammad Rizal Endang Nursugianti  |

## Ergebnisse

### Herreneinzel
- Ng Wei –  Gherman Arash: w.o.
- Ebrahim Jaffar –  Bat-Ireedui Dashdavaa: w.o.
- Ahn Hyun-suk –  Diluka Karunaratne: 15-5 / 15-8
- Yeoh Kay Bin –  Abdul Hussein Kousay S: w.o.
- Sairul Amar Ayob –  Omar Zeeshan: 15-6 / 15-3
- Lee Chen Yen –  Ali Shahhosseini: 15-11 / 15-7
- Yuichi Ikeda –  Maksim Zauman: w.o.
- Kashyap Parupalli –  Li Yu: w.o.
- Boonsak Ponsana –  Ramazan Hilou: w.o.
- Jung Hoon-min –  Ebrahim Hamid: 15-10 / 15-3
- Roslin Hashim –  Ullah Khan Enyat: 15-3 / 15-6
- Anand Pawar –  Qamar Ahsan: w.o.
- Sony Dwi Kuncoro –  Nikzad Shiri: 15-4 / 15-5
- Chen Chih-hao –  Abhinn Shyam Gupta: 11-15 / 15-9 / 15-8
- Pashupati Paneru –  Mubarak Mohammed: 15-3 / 15-2
- Niluka Karunaratne –  Khrishnan Yogendran: 15-3 / 17-15
- Arvind Bhat –   Igor Jidko: w.o.
- Foad Nasserzadeh –  Parash Md. Ahsun Habib: 15-12 / 17-14
- Wajid Ali Chaudhry –  Ebrahim Asad: 15-0 / 15-1
- Lee Tsuen Seng –  Chin Sheng-ming: 15-10 / 15-7
- Sagar Chopda –  Abdul Hussein Samer S: w.o.
- Lee Hyun-il –  Poompat Sapkulchananart: 15-13 / 15-6
- Chetan Anand –  Batbayar Puntsag: w.o.
- Lee Cheol-ho –  Abdul Jalil: w.o.
- Shoji Sato –  Lyndsay Thomson: 15-1 / 15-4
- Khan Hisham Al –  Arkady Zauman: w.o.
- Hsieh Yu-hsing –  Simon Santoso: w.o.
- Yohan Hadikusumo Wiratama –  Golam Reza Bagheri: 15-3 / 15-8
- Kuan Beng Hong –  Balaram Thapa: 15-6 / 15-9
- Ng Wei –  Ebrahim Jaffar: 15-2 / 15-2
- Yeoh Kay Bin –  Ahn Hyun-suk: 15-7 / 15-8
- Sairul Amar Ayob –  Lee Chen Yen: 15-2 / 15-2
- Yuichi Ikeda –  Kashyap Parupalli: 15-6 / 7-15 / 15-8
- Boonsak Ponsana –  Jung Hoon-min: 15-11 / 15-7
- Roslin Hashim –  Anand Pawar: 15-9 / 15-2
- Sony Dwi Kuncoro –  Abed Hussein Kh: w.o.
- Chen Chih-hao –  Pashupati Paneru: 15-6 / 15-2
- Arvind Bhat –  Niluka Karunaratne: 15-6 / 13-15 / 15-10
- Foad Nasserzadeh –  Altangerel Tserentsoo: w.o.
- Lee Tsuen Seng –  Wajid Ali Chaudhry: 15-9 / 15-3
- Lee Hyun-il –  Sagar Chopda: 10-15 / 15-5 / 15-6
- Chetan Anand –  Lee Cheol-ho: 15-12 / 7-15 / 15-11
- Shoji Sato –  Alhussain Wasam Sa: w.o.
- Hsieh Yu-hsing –  Khan Hisham Al: 15-3 / 15-4
- Kuan Beng Hong –  Yohan Hadikusumo Wiratama: 15-4 / 15-5
- Ng Wei –  Yeoh Kay Bin: 15-12 / 15-7
- Sairul Amar Ayob –  Yuichi Ikeda: 15-2 / 15-12
- Boonsak Ponsana –  Roslin Hashim: 15-9 / 15-1
- Sony Dwi Kuncoro –  Chen Chih-hao: 15-2 / 15-1
- Arvind Bhat –  Foad Nasserzadeh: 15-3 / 15-11
- Lee Hyun-il –  Lee Tsuen Seng: 15-12 / 15-8
- Chetan Anand –  Shoji Sato: 15-11 / 15-12
- Kuan Beng Hong –  Hsieh Yu-hsing: 9-15 / 15-8 / 15-7

|  | Viertelfinale | Viertelfinale    | Viertelfinale    | Viertelfinale | Viertelfinale |    |    | Halbfinale       | Halbfinale | Halbfinale | Halbfinale | Halbfinale |  |  | Finale | Finale | Finale | Finale | Finale |
|  |               |                  |                  |               |               |    |    |                  |            |            |            |            |  |  |        |        |        |        |        |
|  |               | Ng Wei           | 15               | 15            |               |    |    |                  |            |            |            |            |  |  |        |        |        |        |        |
|  |               | Sairul Amar Ayob | 10               | 5             |               |    |    |                  |            |            |            |            |  |  |        |        |        |        |        |
|  |               | Sairul Amar Ayob | 10               | 5             | Ng Wei        | 3  | 11 |                  |            |            |            |            |  |  |        |        |        |        |        |
|  |               |                  |                  |               |               | 3  | 11 |                  |            |            |            |            |  |  |        |        |        |        |        |
|  |               |                  | Sony Dwi Kuncoro | 15            | 15            |    |    |                  |            |            |            |            |  |  |        |        |        |        |        |
|  |               | Boonsak Ponsana  | Sony Dwi Kuncoro | 15            | 15            | 15 | 4  | 11               |            |            |            |            |  |  |        |        |        |        |        |
|  |               |                  |                  |               |               | 15 | 4  | 11               |            |            |            |            |  |  |        |        |        |        |        |
|  |               | Sony Dwi Kuncoro | 11               | 15            | 15            |    |    |                  |            |            |            |            |  |  |        |        |        |        |        |
|  |               |                  |                  |               |               |    |    | Sony Dwi Kuncoro | 15         | 15         |            |            |  |  |        |        |        |        |        |
|  |               |                  | Kuan Beng Hong   | 10            | 5             |    |    |                  |            |            |            |            |  |  |        |        |        |        |        |
|  |               | Arvind Bhat      | 16               | 5             |               |    |    |                  |            |            |            |            |  |  |        |        |        |        |        |
|  |               | Lee Hyun-il      | 17               | 15            |               |    |    |                  |            |            |            |            |  |  |        |        |        |        |        |
|  |               | Lee Hyun-il      | 17               | 15            | Lee Hyun-il   | 11 | 4  |                  |            |            |            |            |  |  |        |        |        |        |        |
|  |               |                  |                  |               |               | 11 | 4  |                  |            |            |            |            |  |  |        |        |        |        |        |
|  |               |                  | Kuan Beng Hong   | 15            | 15            |    |    |                  |            |            |            |            |  |  |        |        |        |        |        |
|  |               | Chetan Anand     | Kuan Beng Hong   | 15            | 15            | 15 | 7  | 2                |            |            |            |            |  |  |        |        |        |        |        |
|  |               |                  |                  |               |               | 15 | 7  | 2                |            |            |            |            |  |  |        |        |        |        |        |
|  |               | Kuan Beng Hong   | 10               | 15            | 15            |    |    |                  |            |            |            |            |  |  |        |        |        |        |        |

### Dameneinzel
- Trupti Murgunde –  Pooja Shrestha: 11-3 / 11-0
- Nakisa Sultani –  Sumina Shrestha: 11-6 / 4-11 / 11-3
- Chandrika de Silva –  Negin Amiripour: 11-2 / 11-3
- Saina Nehwal –  Sahar Zamanian: 11-1 / 11-0
- Behnaz Pirzamanbein –  Dulali Hulder: 11-3 / 11-2
- Wang Chen –  Golnaz Faezi: 11-1 / 11-1
- Aditi Mutatkar –  Thilini Jayasinghe: 11-7 / 4-11 / 11-4
- Hwang Hye-youn –  Chang Hsin-yun: 11-0 / 11-5
- Yu Hirayama –  Trupti Murgunde: 11-6 / 11-6
- Kanako Yonekura –  Rani Adhikary Konika: 11-3 / 11-0
- Fransisca Ratnasari –  Nakisa Sultani: 11-1 / 11-5
- Cheng Shao-chieh –  B. R. Meenakshi: 11-5 / 11-3
- Chandrika de Silva –  Chen Li: w.o.
- Adriyanti Firdasari –  Aparna Popat: 11-8 / 5-11 / 11-0
- Krishna Dekaraja –  Sara Devi Tamang: 11-1 / 11-1
- Kaori Mori –  Peng Hsiao-feng: 11-11 / 11-8 / 11-2
- Wong Mew Choo –  Saina Nehwal: 6-11 / 13-10 / 11-7
- Yoshimi Hataya –  Salakjit Ponsana: 11-7 / 11-8
- Behnaz Pirzamanbein –  Wang Rong: w.o.
- Eriko Hirose –  Demberedulam Tumurgerel: w.o.
- Wang Chen –  Aditi Mutatkar: 11-2 / 13-10
- Yu Hirayama –  Hwang Hye-youn: 11-2 / 11-7
- Kanako Yonekura –  Fransisca Ratnasari: 7-11 / 11-0 / 11-7
- Cheng Shao-chieh –  Chen Lanting: w.o.
- Adriyanti Firdasari –  Chandrika de Silva: 11-3 / 11-3
- Kaori Mori –  Krishna Dekaraja: 11-9 / 11-2
- Wong Mew Choo –  Yoshimi Hataya: 11-4 / 11-2
- Eriko Hirose –  Behnaz Pirzamanbein: 11-1 / 11-2
- Wang Chen –  Yu Hirayama: 11-7 / 11-3
- Cheng Shao-chieh –  Kanako Yonekura: 1-11 / 11-8 / 11-6
- Kaori Mori –  Adriyanti Firdasari: 11-3 / 7-11 / 11-4
- Eriko Hirose –  Wong Mew Choo: 11-8 / 11-6
- Wang Chen –  Cheng Shao-chieh: 11-8 / 11-2
- Kaori Mori –  Eriko Hirose: 11-5 / 5-11 / 13-10
- Wang Chen –  Kaori Mori: 11-8 / 11-4

### Herrendoppel
- Rupesh Kumar /  Sanave Thomas –  Ali Shahhosseini /  Golam Reza Bagheri: 15-3 / 15-10
- Jung Jae-sung /  Lee Jae-jin –  Lyndsay Thomson /  Qamar Ahsan: w.o.
- Chen Chih-hao /  Hsieh Yu-hsing –  Foad Nasserzadeh /  Nikzad Shiri: 15-2 / 15-10
- Zakry Abdul Latif /  Gan Teik Chai –  Naoki Kawamae /  Shuichi Nakao: 15-13 / 15-8
- Valiyaveetil Diju /  Jaseel P. Ismail –  Ebrahim Jaffar /  Ebrahim Hamid: 15-0 / 15-4
- Albertus Susanto Njoto /  Yohan Hadikusumo Wiratama –  Shen Ye /  Zhang Wei: w.o.
- Songphon Anugritayawon /  Nitipong Saengsila –  Chen Hung-ling /  Lin Yu-lang: 15-9 / 15-11
- Hendra Gunawan /  Joko Riyadi –  Kousay S. Abdul Hussain /  Abdul Hussein Samer S: w.o.
- Tan Boon Heong /  Hoon Thien How –  Balaram Thapa /  Pashupati Paneru: 15-2 / 15-0
- Patapol Ngernsrisuk /  Sudket Prapakamol –  Vijayanand Srinivasan /  V. C. D. Sharath Chandran: 15-6 / 15-3
- Omar Zeeshan /  Wajid Ali Chaudhry –  Sun Junjie /  Xu Chen: w.o.
- Ong Soon Hock /  Tan Bin Shen –  Niluka Karunaratne /  Diluka Karunaratne: 15-4 / 15-6
- Shintaro Ikeda /  Shuichi Sakamoto –  Rupesh Kumar /  Sanave Thomas: 15-12 / 15-9
- Han Sang-hoon /  Hwang Ji-man –  Ullah Khan Enyat /  Parash Md. Ahsun Habib: 15-4 / 15-2
- Wang Chia-min /  Chin Sheng-ming –  Igor Jidko /  Ramazan Hilou: w.o.
- Markis Kido /  Hendra Setiawan –  Khan Hisham Al /  Mubarak Mohammed: 15-2 / 15-2
- Jung Jae-sung /  Lee Jae-jin –  Chen Chih-hao /  Hsieh Yu-hsing: 15-4 / 15-4
- Zakry Abdul Latif /  Gan Teik Chai –  Valiyaveetil Diju /  Jaseel P. Ismail: 15-11 / 15-10
- Albertus Susanto Njoto /  Yohan Hadikusumo Wiratama –  Songphon Anugritayawon /  Nitipong Saengsila: 15-6 / 15-6
- Hendra Gunawan /  Joko Riyadi –  Tan Boon Heong /  Hoon Thien How: 15-6 / 15-8
- Patapol Ngernsrisuk /  Sudket Prapakamol –  Kang Myeong-won /  Yoo Yeon-seong: 15-8 / 17-15
- Ong Soon Hock /  Tan Bin Shen –  Omar Zeeshan /  Wajid Ali Chaudhry: 15-4 / 15-4
- Han Sang-hoon /  Hwang Ji-man –  Shintaro Ikeda /  Shuichi Sakamoto: 10-15 / 15-10 / 15-10
- Markis Kido /  Hendra Setiawan –  Wang Chia-min /  Chin Sheng-ming: 15-2 / 15-8
- Jung Jae-sung /  Lee Jae-jin –  Zakry Abdul Latif /  Gan Teik Chai: 15-12 / 13-15 / 15-7
- Hendra Gunawan /  Joko Riyadi –  Albertus Susanto Njoto /  Yohan Hadikusumo Wiratama: 15-4 / 15-6
- Ong Soon Hock /  Tan Bin Shen –  Patapol Ngernsrisuk /  Sudket Prapakamol: 15-6 / 12-15 / 15-10
- Markis Kido /  Hendra Setiawan –  Han Sang-hoon /  Hwang Ji-man: 15-8 / 15-13
- Jung Jae-sung /  Lee Jae-jin –  Hendra Gunawan /  Joko Riyadi: 8-15 / 15-8 / 15-6
- Markis Kido /  Hendra Setiawan –  Ong Soon Hock /  Tan Bin Shen: 15-13 / 15-13
- Markis Kido /  Hendra Setiawan –  Jung Jae-sung /  Lee Jae-jin: 15-11 / 15-7

### Damendoppel
- Nakisa Sultani /  Golnaz Faezi –  Pooja Shrestha /  Sumina Shrestha: 14-17 / 17-15 / 15-13
- Chandrika de Silva /  Thilini Jayasinghe –  Oli Deka /  Krishna Dekaraja: 17-15 / 15-12
- Aki Akao /  Tomomi Matsuda –  Rani Adhikary Konika /  Dulali Hulder: 15-7 / 15-0
- Jwala Gutta /  Shruti Kurien –  Liu Shu-chih /  Wang Pei-rong: 15-13 / 8-15 / 15-12
- Louisa Koon Wai Chee /  Li Wing Mui –  Peng Hsiao-feng /  Chang Hsin-yun: 15-7 / 15-2
- Mooi Hing Yau /  Ooi Sock Ai –  Aigul Temiralieva /  Tatiana Petrova: w.o.
- Jo Novita /  Greysia Polii –  Negin Amiripour /  Behnaz Pirzamanbein: 15-5 / 15-3
- Aparna Balan /  Saina Nehwal –  Byambatogoo Taagal /  Demberedulam Tumurgerel: w.o.
- Lee Hyo-jung /  Lee Kyung-won –  Nakisa Sultani /  Golnaz Faezi: 15-0 / 15-2
- Chandrika de Silva /  Thilini Jayasinghe –  Feng Chen /  Pan Pan: w.o.
- Aki Akao /  Tomomi Matsuda –  Duanganong Aroonkesorn /  Kunchala Voravichitchaikul: 15-12 / 15-12
- Lita Nurlita /  Natalia Poluakan –  Jwala Gutta /  Shruti Kurien: 15-10 / 15-5
- Louisa Koon Wai Chee /  Li Wing Mui –  Du Jing /  Yu Yang: w.o.
- Kumiko Ogura /  Reiko Shiota –  Mooi Hing Yau /  Ooi Sock Ai: 15-4 / 15-6
- Jo Novita /  Greysia Polii –  Jun Woul-sik /  Jung Youn-kyung: 15-8 / 15-3
- Sathinee Chankrachangwong /  Saralee Thungthongkam –  Aparna Balan /  Saina Nehwal: 15-4 / 15-4
- Lee Hyo-jung /  Lee Kyung-won –  Chandrika de Silva /  Thilini Jayasinghe: 15-1 / 15-1
- Lita Nurlita /  Natalia Poluakan –  Aki Akao /  Tomomi Matsuda: 13-15 / 15-5 / 15-9
- Kumiko Ogura /  Reiko Shiota –  Louisa Koon Wai Chee /  Li Wing Mui: 15-0 / 15-7
- Jo Novita /  Greysia Polii –  Sathinee Chankrachangwong /  Saralee Thungthongkam: 15-12 / 15-10
- Lee Hyo-jung /  Lee Kyung-won –  Lita Nurlita /  Natalia Poluakan: 15-5 / 15-12
- Kumiko Ogura /  Reiko Shiota –  Jo Novita /  Greysia Polii: 15-10 / 15-4
- Lee Hyo-jung /  Lee Kyung-won –  Kumiko Ogura /  Reiko Shiota: 15-13 / 8-15 / 15-5

### Mixed
- Lee Jae-jin /  Lee Hyo-jung –  Maksim Zauman /  Tatiana Petrova: w.o.
- Nitipong Saengsila /  Duanganong Aroonkesorn –  Lee Chen Yen /  Peng Hsiao-feng: 15-4 / 15-5
- Naoki Kawamae /  Aki Akao –  Liu Kwok Wa /  Louisa Koon Wai Chee: w.o.
- Balaram Thapa /  Pooja Shrestha –  Xu Chen /  Pan Pan: w.o.
- Songphon Anugritayawon /  Kunchala Voravichitchaikul –  Jeon Jun-bum /  Jun Woul-sik: 15-8 / 17-15
- Wang Chia-min /  Wang Pei-rong –  Niluka Karunaratne /  Thilini Jayasinghe: 15-2 / 15-6
- Muhammad Rizal /  Endang Nursugianti –  Ullah Khan Enyat /  Dulali Hulder: 15-1 / 15-0
- Gan Teik Chai /  Ooi Sock Ai –  Rupesh Kumar /  Aparna Balan: 15-9 / 15-7
- Lin Yu-lang /  Chang Hsin-yun –  Zhang Wei /  Yu Yang: w.o.
- Valiyaveetil Diju /  Jwala Gutta –  Arkady Zauman /  Aigul Temiralieva: w.o.
- Yoo Yeon-seong /  Jung Youn-kyung –  Thushara Edirisinghe /  Chandrika de Silva: 15-3 / 15-7
- Albertus Susanto Njoto /  Li Wing Mui –  Parash Md. Ahsun Habib /  Rani Adhikary Konika: 15-3 / 15-9
- Chin Sheng-ming /  Liu Shu-chih –  Shen Ye /  Feng Chen: w.o.
- Devin Lahardi Fitriawan /  Vita Marissa –  Zakry Abdul Latif /  Mooi Hing Yau: 15-7 / 15-10
- Shuichi Nakao /  Tomomi Matsuda –  J. B. S. Vidyadhar /  Sarada Jasti: 15-9 / 15-1
- Sudket Prapakamol /  Saralee Thungthongkam –  Pashupati Paneru /  Sumina Shrestha: 15-3 / 15-1
- Lee Jae-jin /  Lee Hyo-jung –  Nitipong Saengsila /  Duanganong Aroonkesorn: 15-6 / 15-2
- Naoki Kawamae /  Aki Akao –  Balaram Thapa /  Pooja Shrestha: 15-8 / 15-3
- Songphon Anugritayawon /  Kunchala Voravichitchaikul –  Wang Chia-min /  Wang Pei-rong: 7-15 / 15-7 / 15-8
- Muhammad Rizal /  Endang Nursugianti –  Gan Teik Chai /  Ooi Sock Ai: 15-6 / 13-15 / 15-8
- Valiyaveetil Diju /  Jwala Gutta –  Lin Yu-lang /  Chang Hsin-yun: 15-3 / 15-8
- Albertus Susanto Njoto /  Li Wing Mui –  Yoo Yeon-seong /  Jung Youn-kyung: 15-1 / 13-15 / 15-9
- Devin Lahardi Fitriawan /  Vita Marissa –  Chin Sheng-ming /  Liu Shu-chih: 15-7 / 15-1
- Sudket Prapakamol /  Saralee Thungthongkam –  Shuichi Nakao /  Tomomi Matsuda: 15-4 / 15-2
- Lee Jae-jin /  Lee Hyo-jung –  Naoki Kawamae /  Aki Akao: 15-2 / 15-2
- Muhammad Rizal /  Endang Nursugianti –  Songphon Anugritayawon /  Kunchala Voravichitchaikul: 8-15 / 15-6 / 17-14
- Albertus Susanto Njoto /  Li Wing Mui –  Valiyaveetil Diju /  Jwala Gutta: 15-12 / 15-12
- Sudket Prapakamol /  Saralee Thungthongkam –  Devin Lahardi Fitriawan /  Vita Marissa: 17-15 / 15-5
- Lee Jae-jin /  Lee Hyo-jung –  Muhammad Rizal /  Endang Nursugianti: 15-8 / 15-2
- Sudket Prapakamol /  Saralee Thungthongkam –  Albertus Susanto Njoto /  Li Wing Mui: 15-4 / 15-5
- Sudket Prapakamol /  Saralee Thungthongkam –  Lee Jae-jin /  Lee Hyo-jung: 15-11 / 14-17 / 15-10

## Medaillenspiegel
| Rang   | Land              | Gold | Silber | Bronze | Gesamt |
| ------ | ----------------- | ---- | ------ | ------ | ------ |
| 1      | Indonesien        | 2    | 0      | 4      | 6      |
| 2      | Südkorea          | 1    | 2      | 1      | 4      |
| 3      | Hongkong          | 1    | 0      | 2      | 3      |
| 4      | Thailand          | 1    | 0      | 0      | 1      |
| 5      | Japan             | 0    | 2      | 1      | 3      |
| 6      | Malaysia          | 0    | 1      | 1      | 2      |
| 7      | Chinesisch Taipeh | 0    | 0      | 1      | 1      |
| Gesamt | Gesamt            | 5    | 5      | 10     | 20     |